# Лихобабенко, Валерий Валерьевич
Вале́рий Вале́рьевич Лихоба́бенко (род. 17 февраля 1976, Люберцы, Московская область) — российский футболист, защитник.

## Карьера
Начал профессиональную карьеру в 1994 году в клубе «Торгмаш» Люберцы, за который провёл три сезона в третьей лиге, выйдя на поле в 96 матчах и забив 16 мячей. В 1997 году перешёл в московское «Динамо», однако за основную команду сыграл лишь один матч — в Кубке Интертото против «Стабека» (1:1), выступая за дублирующую команду. В 1999 году Адамас Голодец отправил четверых футболистов на просмотр в махачкалинский «Анжи», двое из которых, Валерий Лихобабенко и Андрей Гордеев остались в клубе. За «Анжи» Лихобабенко выступал до 2003 года, за исключением сезона 2002 года, когда из-за конфликта в команде на год остался вне профессионального футбола. В 2004 году переехал в Казахстан, где сначала играл за команду «Восток» Усть-Каменогорск, которая в этом же сезоне стала чемпионом, однако сезон доигрывал в «Кайрате» Алма-Ата. В 2007 году перешёл в другую казахстанскую команду — «Алма-Ата». С 2008 года выступал за любительские клубы Московской области уровня III дивизиона/ЛФЛ. В 2015 году играл за клубы из Реутова и Подольска, за команду ветеранов «Москвич».
После перешёл в ЛФЛ (8×8), выступал за клубы «Нева» и «Барс», выигрывал чемпионаты Северной лиги, также являлся членом любительской сборной России, в составе которой выиграл любительские чемпионаты Европы: в формате 6 на 6 — в Чехии и 8 на 8 — во Франции.
Перед сезоном-2017/18 в возрасте 41 года вернулся на профессиональный уровень, перейдя в клуб первенства ПФЛ «Велес» Москва, за который выступал полтора года. В первой половине 2019 года играл за дочернюю команду «Велеса» — СШ-75. Летом 2019 года перешёл в другой клуб ПФЛ — «Коломну».

## Достижения
- Чемпион Казахстана: 2004
- Победитель Первого российского дивизиона: 1999
- Финалист Кубка России: 2000/01